# Thannenkirch
Thannenkirch é uma comuna francesa na região administrativa de Grande Leste, no departamento Alto Reno. Estende-se por uma área de 4,6 km². Em 2010 a comuna tinha 471 habitantes (densidade: 102,4 hab./km²).